# Карпенко, Юрий Александрович (лингвист)
Ю́́рий Алекса́ндрович Карпе́нко (29 сентября 1929 — 10 декабря 2009) — советский и украинский лингвист, доктор филологических наук (1967), профессор (1968), академик АН ВШ Украины (1996), член-корреспондент НАН Украины (2006).

## Биография
Юрий Александрович Карпенко родился в г. Малин Житомирской области. В 1953 году окончил Львовский университет, где самостоятельно изучал китайский, немецкий, французский, чешский, болгарский и польский языки. В 1956 году окончил аспирантуру Черновицкого университета с защитой кандидатской диссертации на тему «История форм количественных числительных в украинском языке».
- С 1960 года — член Международного комитета ономастических наук.
- С 1965 года — декан филфака Черновицкого университета.
- В 1967 году — защитил докторскую диссертацию на тему «Топонимика Буковины». Профессор.
- С 1968 года — работал в Одесском университете заведующим кафедрой общего и славянского языкознания.
- С 1978 года — заведующий кафедрой русского языка.
- С 1991 года — заведующий кафедрой украинского языка.
- С 2001 года — профессор кафедры украинского языка.

## Научная деятельность
Карпенко Ю. А. подробно изучил топонимию Буковины и Одесской области, карпатскую гидронимию и омонимию. В своих работах исследовал преимущественно украинский язык в синхронии и диахронии, занимался изучением функционирования собственных имен в художественном тексте, их структурой и происхождением. Разработал авторскую концепцию сущности собственного имени и топонимическую систему, основанную на взаимоотношении собственных и общих названий. Создал основы ономастической этимологии на примерах образования космонимов и славянских теонимов. Разработал теорию происхождения украинского языка, а также теорию формирования фонологической системы украинского языка.
Подготовил 62 кандидата наук и 5 докторов наук.

## Публикации
Написал 485 научных работ.
Основные работы
- «Топонимика Буковины» (1973);
- «Названия звездного неба» (1981, 1985)[2];
- «Фонетика и фонология современного украинского литературного языка» (1996);
- «Введение в языкознание» (1983, 1991, 2006) и многие другие.

Является соавтором семи топонимических словарей
- «Топонимика юго-восточной Одещины» (1975);
- «Гидронимия Нижнего Поднестровья» (1981) и других.